# Synagogue de Saint-Dié-des-Vosges
La synagogue de Saint-Dié-des-Vosges, est une synagogue située dans la ville française de Saint-Dié-des-Vosges dans le département des Vosges dans le Grand Est.

## Histoire
Elle a été construite en 1963. La synagogue est située dans la rue de l'Évêché. Elle remplace l'ancienne synagogue détruite en 1944, qui avait été construite en 1862.